# 茶川一郎
茶川 一郎（ちゃがわ いちろう、1927年3月3日 - 2000年11月9日）は、日本のコメディアン、お笑い芸人、俳優。

## 来歴・人物
東京市浅草区（現・東京都台東区浅草）出身。本名：藤田昌宏（ふじた まさひろ）。神田一ツ橋尋常高等小学校卒業後、日本建鉄技能者養成所〔1944年〕卒。1945年に浅草軽演劇で人気のあった木戸新太郎に弟子入り。翌1946年にキドシン一座のメンバーとして初舞台。1954年にストリップ劇場「新宿フランス座」に出演。
1955年からは大阪に拠点を移し、南街ミュージックホール、北野劇場、梅田コマなどの東宝系の舞台に出演。1958年のテレビ・コメディ「やりくりアパート」など、花登筺作品で人気を博すが、花登が1959年に「劇団・笑いの王国」を旗揚げし、東宝から独立した際には佐々十郎らと共に東宝に残留し、花登と袂を分かつ。以後、主に大阪を中心にテレビや舞台で活躍していた。
女形や女性的なキャラクターを得意とし、大映『悪名』シリーズの、軽妙な演技が印象的な、オカマの「おぎん」役は、まさにはまり役であった。
2000年11月9日午前3時35分、肝細胞癌のため国立大阪病院で死去。73歳没。

## 出演作品

### テレビ
- やりくりアパート（ABC）
- てなもんや三度笠（ABC）
- ごろんぼ波止場（ABC）
- 番頭はんと丁稚どん（MBS）
- 一心茶助（関西テレビ）
- 素浪人 月影兵庫（NET） 
  - 第1シリーズ 第2話「風は知っていた」（1965年） - 仙吉役
  - 第2シリーズ 第102話「大口たたいて抜けていた」（1968年） - 目玉の浪人役
- てんてこ漫遊記（1966年、MBS） - 松平竹千代役
- 銭形平次（フジテレビ・東映京都）
  - 第137話「三日だけの子守歌」（1968年）
  - 第329話「大井川の拾い子」（1972年）
  - 第420話「浪速男の江戸の夢」（1974年）
- 必殺シリーズ（ABC・松竹京都）
  - 必殺仕掛人 第3話「仕掛られた仕掛人」（1972年） - 武士役
  - 必殺仕置人 第3話「はみだし者に情なし」（1973年） - 熊さん
- どてらい男（関西テレビ）
- 狼・無頼控 第10話「吼えろ!大砲」（1973年、MBS・大映テレビ・映像京都）
- 非情のライセンス（1975年、NET）
  - 第2シリーズ 第49話「兇悪の射殺命令」 - 加西芳郎
  - 第2シリーズ 第59話「兇悪の三億円」 - 茶山
- 事件ファイル110 甘ったれるな 第9話「春遠い19歳の夢」（1976年、TBS・松竹）
- 櫻守（NHK）
- 水戸黄門（TBS・C.A.L）
  - 第7部 第24話「仇討ち角兵衛獅子・長岡」（1976年11月1日）-  源助役
  - 第9部 第4話「芝居になった悪い奴・福島」（1978年8月28日） - 市川菊之丞役
  - 第17部 第23話「黄門様の占い縁結び・姫路」（1988年2月1日） - 内海屋十兵衛役
  - 第20部 第10話「悪を裁いた仇討ち芝居・姫路」（1991年1月14日） - 目玉屋仙太郎役
- 桃太郎侍（日本テレビ・東映京都） - 熊造役
- 爆笑!ナンチャッテ横丁（MBS）
- 鮎のうた（NHK） - 吉田役
- 鬼平犯科帳・萬屋錦之介版
  - 第2シリーズ第25話「密偵たちの宴」（1981年、テレビ朝日・東宝）- 豆岩
  - 第3シリーズ 第20話「市松小僧」（1982年、テレビ朝日） - 金次
- 文吾捕物帳 第11話「慕情の女」（1981年、テレビ朝日・三船プロ）
- 地獄の左門十手無頼帖 与力妻殺人事件の背景と暗殺の謎（1982年、フジテレビ・東映京都） - 与兵衛役
- 新・女捜査官 第5話「バラバラ殺人の鍵は変身美女?」（1983年、ABC・テレパック）

### 映画
- やりくりアパート（1959年、宝塚映画）
- サザエさんとエプロンおばさん（1960年、東宝）
- 悪名シリーズ（1962年〜、大映）
- 雲の上団五郎一座（1962年、東宝）
- てなもんや三度笠（1963年、東映京都）
- 色ごと師春団治（1965年、東映京都）
- 温泉あんま芸者（1968年、東映京都）
- 西のペテン師東のサギ師（1971年、東宝）

### 舞台
- 島倉千代子特別公演『東京だョおっ母さん』（1985年3月、新宿コマ）